# Mieczysław Jędruszczak

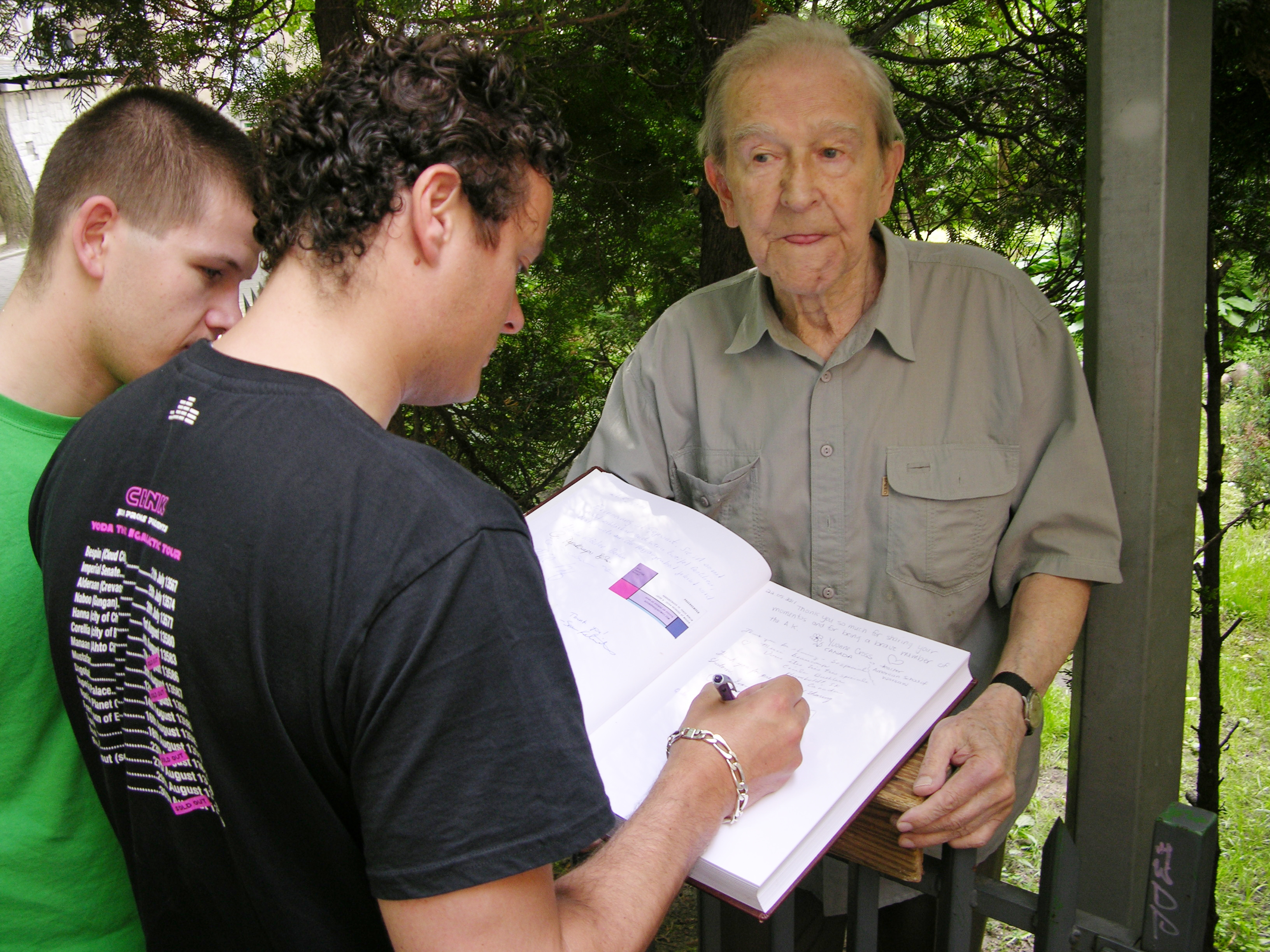
Mieczysław Jędruszczak (z prawej) z turystami przy fragmencie zachowanego muru getta przy ul. Złotej 62 w Warszawie (2011)

Mieczysław Jędruszczak, ps. „Jastrząb” (ur. 3 kwietnia 1921 w Puławach, zm. 23 marca 2016 w Warszawie) – polski grawer i historyk amator, weteran II wojny światowej i działacz społeczny. 
Jako mieszkaniec kamienicy przy ulicy Siennej w Warszawie, przy której znajdują się dwa fragmenty murów warszawskiego getta, rozpoczął w latach 70. XX wieku zakończone sukcesem starania o ich upamiętnienie i zachowanie dla przyszłych pokoleń.

## Życiorys
Urodził się w Puławach, jednak już w dzieciństwie przeprowadził się wraz z rodziną na warszawską Wolę, gdzie jego ojciec znalazł pracę w Zakładach Amunicyjnych „Pocisk”. W młodości działał w harcerstwie, ukończył także dwa lata Przysposobienia Wojskowego. 
Podczas obrony Warszawy we wrześniu 1939 wraz z bratem, jako harcerze, wspierali obronę miasta w Rembertowie, a po ogłoszeniu decyzji o kapitulacji zajmowali się zabezpieczeniem map oraz broni. Następnie wyjechał z Warszawy do województwa lubelskiego, gdzie działał w zbrojnym podziemiu. Mianowany na stopień podporucznika, pełnił funkcję zastępcy komendanta Armii Krajowej w Parczewie. Brał udział w akcjach zbrojnych, podczas jednej z nich został ranny.
W 1944, po przejściu frontu, został aresztowany. Po brutalnym przesłuchaniu, do którego doszło w lubelskim areszcie NKWD przy ulicy Chopina, bez wyroku trafił na 3 lata do sowieckiego łagru w Borowiczach. Pod koniec 1947 powrócił do Warszawy, gdzie został grawerem zajmującym się pracą artystyczną. Po pewnym czasie założył rodzinę i rozpoczął poszukiwania informacji o łagrach, szczególnie o tym, w którym sam spędził trzy lata. W swoim mieszkaniu stworzył nieformalną izbę pamięci po żołnierzach AK więzionych na terenie Związku Radzieckiego. Po latach jej część trafiła w formie ekspozycji do Muzeum Niepodległości w Warszawie.
W 1950 przeniósł się do mieszkania przy ul. Siennej 55 z oknami na mur, który oddzielał niegdyś warszawskie getto od pozostałej części miasta. Pod koniec lat 70. XX w., kiedy rozpoczęła się rozbiórka muru, rozpoczął trzydziestoletnią walkę o uchronienie go jako symbolu martyrologii prawie pół miliona Żydów. Własnym sumptem wystawił pierwszą tablicę pamiątkową informującą o historii tego miejsca, po pewnym czasie pojawiły się kolejne tablice, a cegły z muru trafiły do muzeów w Jerozolimie, Houston i Melbourne. Z czasem jako historyk-amator zaczął być uznawany za specjalistę od historii warszawskiego getta. W 1982 Urząd Miasta zlecił mu przygotowanie inwentarza zachowanych miejsc związanych z walką i męczeństwem Żydów podczas okupacji niemieckiej.
W latach 70. zgromadził on także archiwum dokumentujące marsz śmierci polskich żołnierzy wyznania mojżeszowego pędzonych przez hitlerowców z Lublina do Białej Podlaskiej zimą 1940, którego sam był świadkiem. Na kanwie zebranych dokumentów opublikował artykuł na łamach „Fołks Sztyme”, a w 2010 przekazał w darze zgromadzone materiały Muzeum Historii Żydów Polskich POLIN. 
Pochowany na cmentarzu Bródnowskim w Warszawie (kwatera 76C-4-13).

## Odznaczenia
- Krzyż Oficerski Orderu Odrodzenia Polski (2008)[6]
- Krzyż Kawalerski Orderu Odrodzenia Polski (2002)[7]
- Krzyż Walecznych
- Krzyż Armii Krajowej (Londyn)
- Krzyż Partyzancki
- Krzyż Zesłańców Sybiru
- Medal „Pro Memoria”
- Medal „Pro Patria”
- Złoty Medal „Opiekun Miejsc Pamięci Narodowej”[8]